# Claudicazione
La claudicazione è un'alterazione della deambulazione, conseguente a modificazioni anatomiche o fisiologiche degli arti inferiori negli animali bipedi o di uno degli arti nei quadrupedi. È nota anche come zoppìa e, soprattutto in ambito medico, con il termine in lingua latina claudicatio.

## Claudicatiovascolare
L'eziologia vascolare è preminente, rappresentando la sofferenza ischemica transitoria degli arti inferiori in caso di ostacolo all'aumentata richiesta di flusso vascolare, e si manifesta come una sindrome algica che insorge dopo sforzi di vario grado, che recede prontamente col riposo.